# Allgäu-Express
De Allgäu-Express (afgekort alex) was van 14 december 2002 tot 9 december 2007 een samenwerkingsverbond van de Länderbahn en de SBB GmbH, een dochteronderneming van de SBB. De samenwerking werd in 2007 ontbonden. Niet te verwarren met de ook tot alex afgekorte Arriva-Länderbahn-Express.

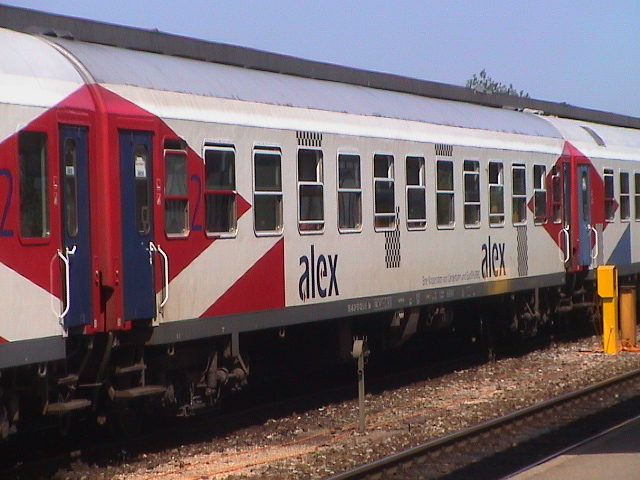
Rijtuigen alex

Het traject dat door de Allgäu-Express gereden werd, was een deel van de toen opgeheven Inter Regio verbinding Dresden – Hof (Saale) – Regensburg – München – Oberstdorf.

## Geschiedenis

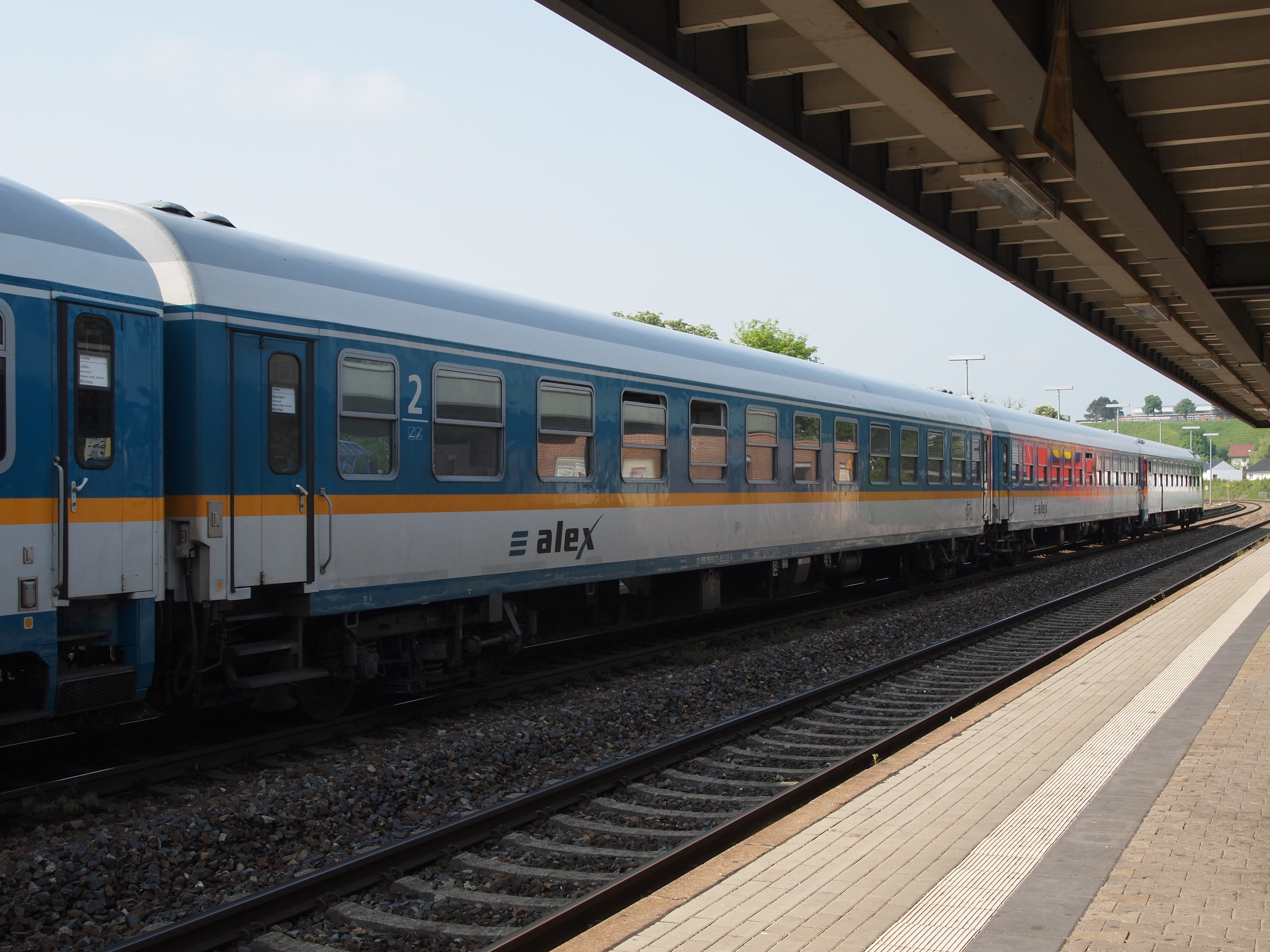
alex in op het laatst gebruikte kleuren

Reeds in de jaren tachtig van de 20e eeuw reed bij de DB een D trein met de naam Allgäu-Express.
Als deeltraject reed de IR lijn 25 tot eind 2002.

## Traject

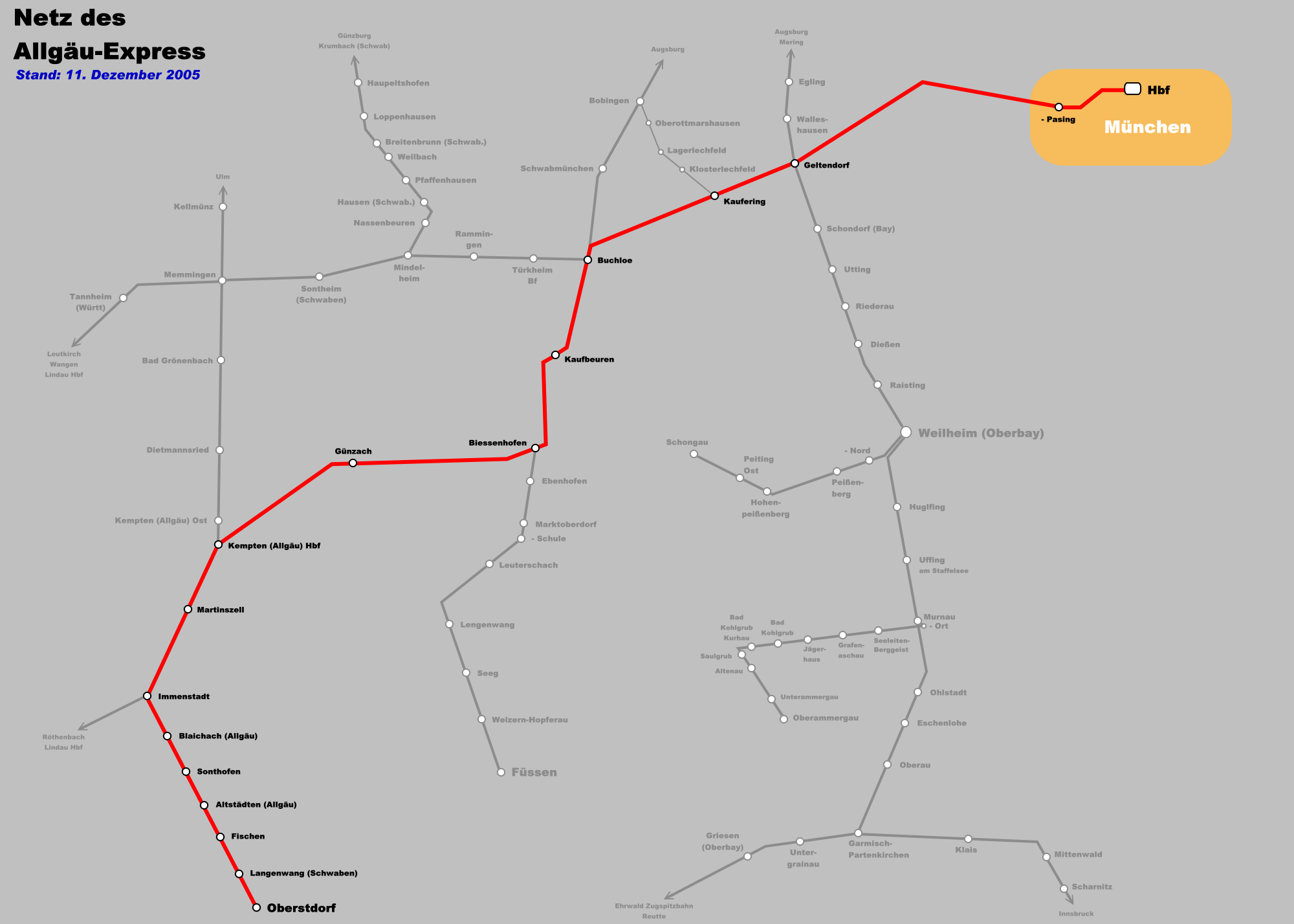
traject van de alex

- Allgäubahn – spoorlijn tussen München en Immenstadt
- Illertalbahn – spoorlijn tussen Immenstadt en Oberstdorf